# Олюторский (мыс)
Олюторский мыс — гористый мыс, расположенный в южной части Олюторского полуострова на территории Олюторского района Камчатского края в России, он служит границей между Олюторским заливом и Беринговым морем.
Над мысом возвышается гора Укиик — 720 м.
Средняя величина прилива — 1 м.